# 昆明动物博物馆
昆明动物博物馆是中华人民共和国云南省昆明市五华区的一家自然科学类博物馆，是国家二级博物馆，隶属中国科学院昆明动物研究所。前身是建于1959年的中国科学院昆明动物研究所的标本室，2000年筹建昆明动物博物馆，2006年10月31日正式开放。馆舍位于教场东路32号，建筑面积10,580平方米，展厅面积4,000平方米，建筑包括科普馆、标本馆和多功能学术报告厅等。截至2024年该馆共有藏品990,033件（套）。

## 画廊

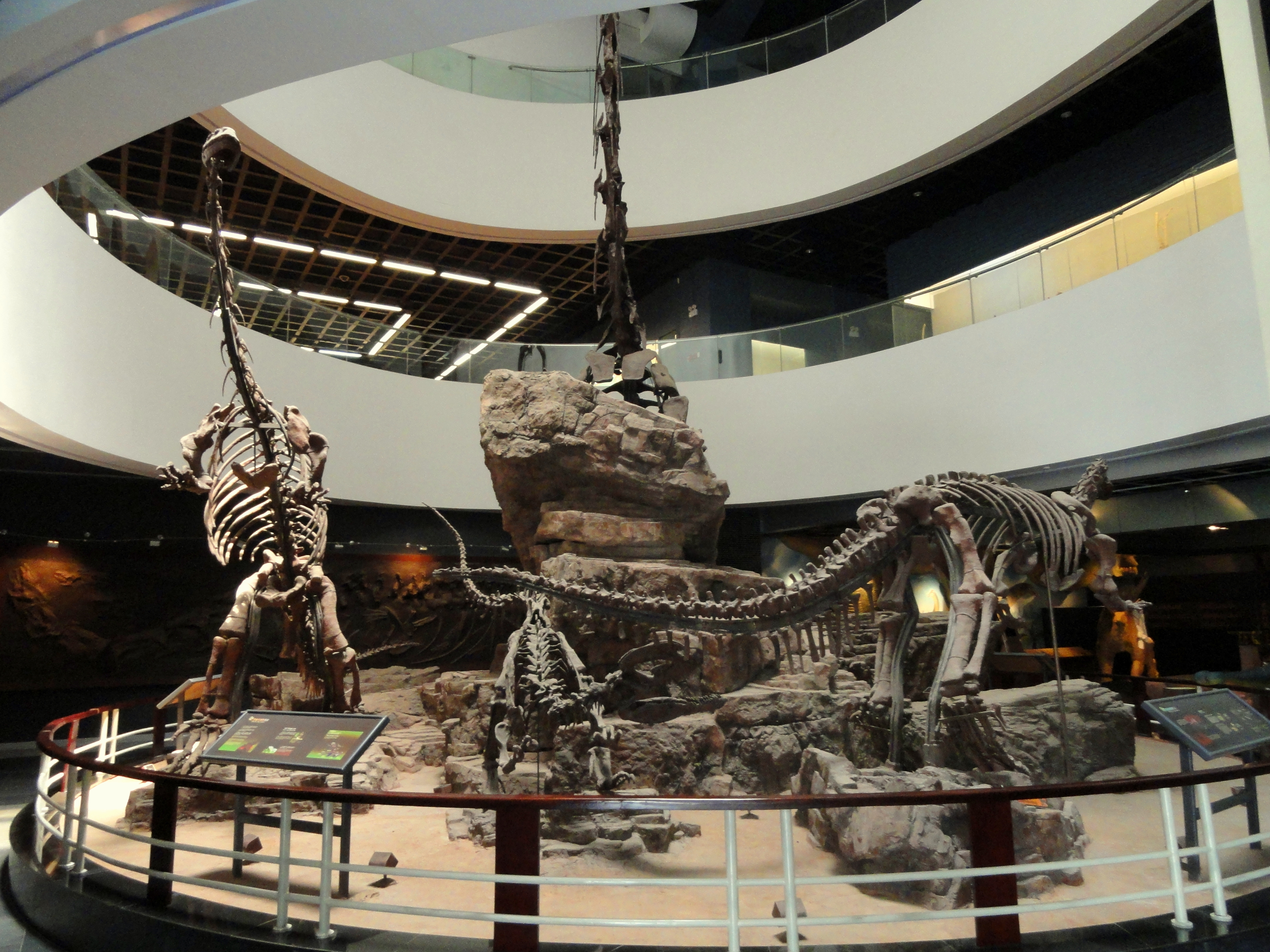
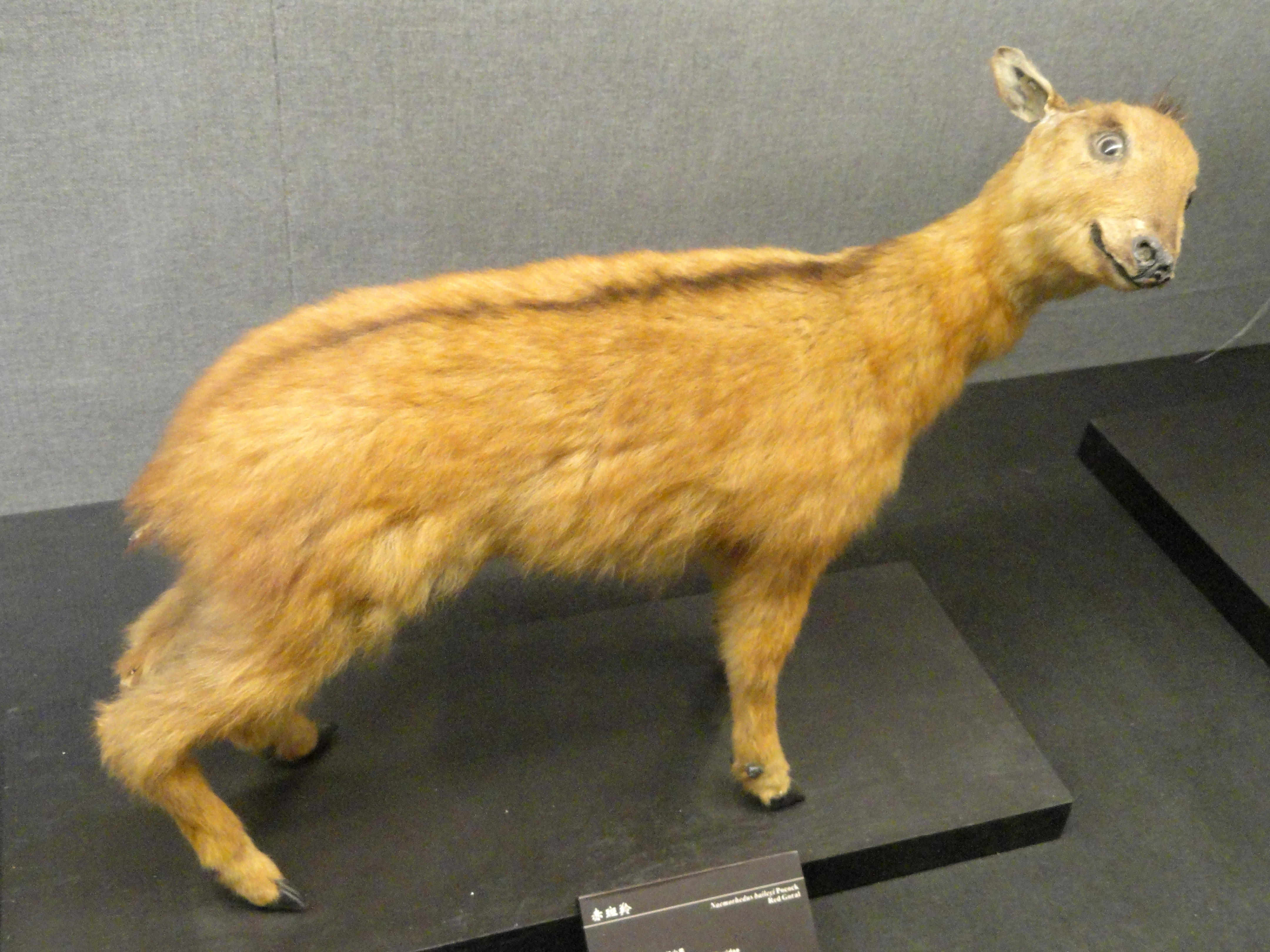
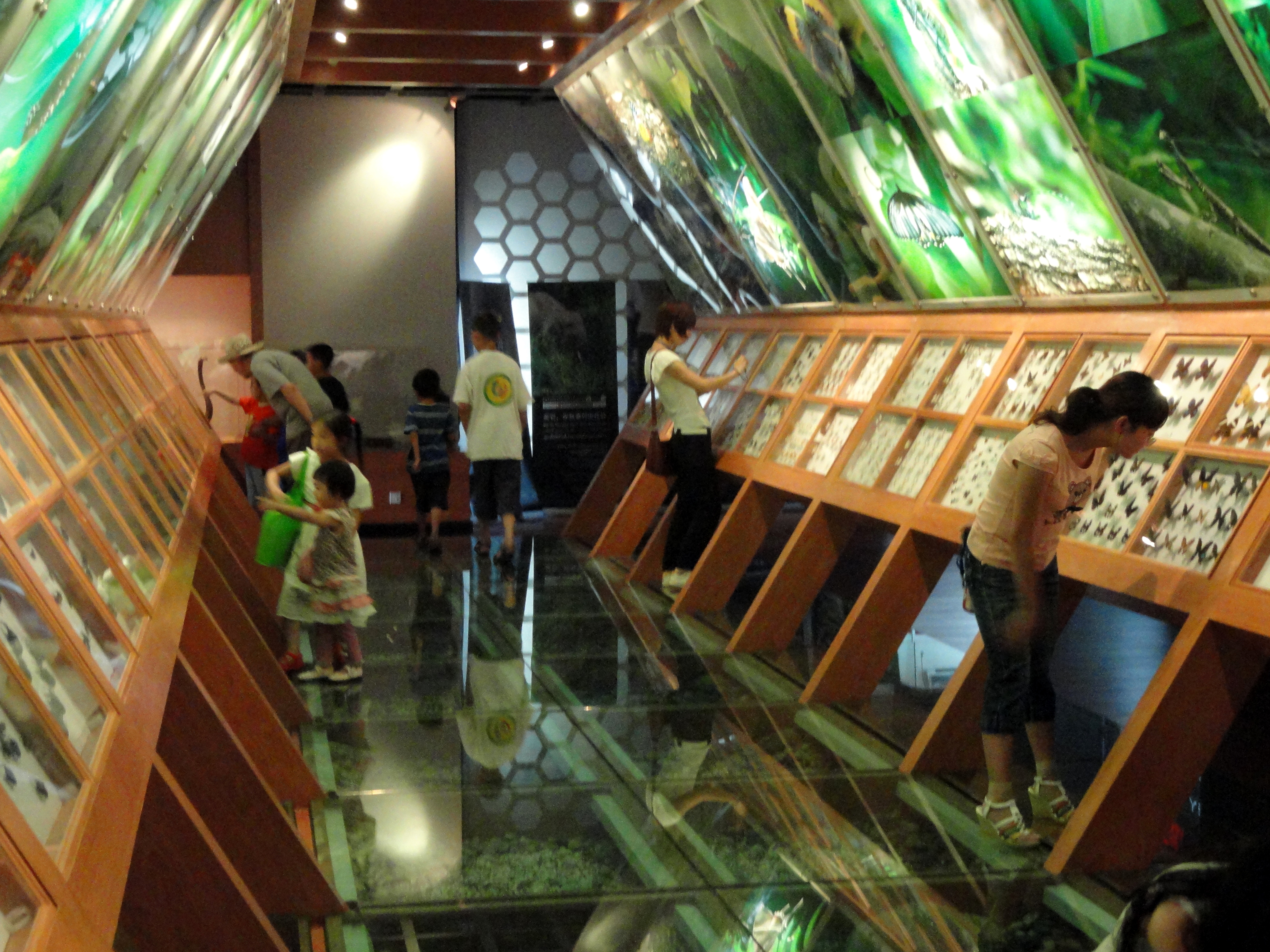

## 交通
- 昆明地铁4号线小菜园站